# Светлин Русев
 Тази статия е за художника Светлин Русев.  За цигуларя вижте Светлин Русев (цигулар).  
Светлин Русев Вълчев е български художник, общественик, колекционер на произведения на изкуството, академик на БАН и народен представител.

## Биография
Роден е на 14 юни 1933 г. в плевенското село Върбица. Завършва живопис в ВИИИ „Н. Павлович“ през 1959 г. при проф. Дечко Узунов. Член на БКП от 1971 г. Преподава във ВИИИ „Н. Павлович“ – професор (1975). Председател на Съюза на българските художници в периода 1973 – 1985 г.
Между 1982 и 1984 г. е първи заместник-председател на Комитета за култура. От 1985 до 1988 г. е директор на Националната художествена галерия. В периода 1976 – 1988 г. е член на ЦК на БКП.
Светлин Русев е народен представител в редица Народни събрания до 1989 г. и с листата на БСП в Седмото велико народно събрание през 1990 г. По това време е член на Висшия съвет на БСП.
Действителен член (академик) на Българската академия на науките от 2003 г.
Почетен доктор на Шуменския университет.
Член-кореспондент на Академията за изящни изкуства в Берлин (1983). Почетен председател на АИАП в Париж (1982). Почетен член на „Ника-Кай“, Япония (1984). Почетен член на „Кюнстлерхаус“, Виена (1985). 

## Отличия и награди
Лауреат на Димитровска награда (1969). Носител е на още много награди за изкуство, между които голямата награда на Съюза на българските художници (1986), награда „Владимир Димитров – Майстора“ (1987), на името на Кирил Петров (1988), награда за портрет Радом – Полша, награда „Габриел Оливие“ – Монако. Удостоен е с държавно звание Народен художник. Носител на държавната награда „Паисий Хилендарски“.

## Творчество
Работи като живописец и монументалист. От 1961 г. участва в общи художествени изложби и в представителни изложби на българското изобразително изкуство в чужбина. Самостоятелни изложби в София (1963, 1967, 1973, 1977, 1980, 1982, 1986) и в чужбина: Москва, Ленинград, Мексико, Будапеща, Варшава, Букурещ, Берлин, Виена.
Негови творби са изложени в Национална художествена галерия в София и са част от много художествени галерии и частни колекции в България и чужбина.
По-важни монументални и декоративни творби:
- „Родина“ – стенопис (секо) фоайе на Централна гара София, арх. Милко Бечев (1976)
- „България“ – стенопис (секо), размери 17.30/5.10 м, зала за почивка на официални лица и делегации, Народен дворец на културата „Людмила Живкова“ (НДК), София, (1981)
- Стенописи в притвора и икони пред олтара на църквата на Ванга „Света Петка Българска“ в Рупите (1994).

## Смърт
Светлин Русев умира в дома си на 26 май 2018 г. вследствие на инфаркт.